# Мандровская, Зинаида Михайловна
Зинаида Михайловна Мандровская (бел. Зінаіда Міхайлаўна Мандроўская; род. 25 октября 1954, Ялча, Валевачский сельсовет, Червенский район, Минская область, Белорусская ССР, СССР) — белорусский политический деятель. Почётный гражданин города Пинска (2018), «Человек года» в различных сферах.

## Биография
Родилась 25 октября 1954 года в деревне Ялча, Минская область.
В 1978 году окончила Белорусский технологический институт имени С.М.Кирова, инженер-химик-технолог, в 2000 — Академию управления при Президенте Республики Беларусь, экономика и управление на предприятии.
Работала инженером-технологом, заместителем главного инженера по технике и развитию, главным инженером РУПП «Завод «Камертон» НПО «Интеграл» в Пинске; директором производственного ЧУП «ЭлКис» ОО «Белорусское товарищество инвалидов по зрению».
Избиралась депутатом Пинского городского Совета депутатов двадцать пятого созыва. В городском Совете депутатов возглавляла комиссию по социальным вопросам, делам ветеранов и молодежи.
Избиралась депутатом Палаты представителей Национального собрания Беларуси IV и V созывов. Была заместителем председателя Постоянной комиссии по труду, социальной защите, делам ветеранов и инвалидов. Округ: Пинский городской № 14. На парламентских выборах 2012 года Мандровская набрала 75,5%.

## Награды и почетные звания
- Удостоена почетного звания «Человек года — 2006» в области экологии, «Человек года — 2007» в области охраны окружающей среды и «Человек года — 2011» в области социальной защиты;
- Звание «Почётный гражданин города Пинска» присвоено в 2018 году за значительные успехи в производственной, общественно-культурной деятельности, личный вклад и активную позицию по защите социальных интересов человека и поддержке людей, находящихся в сложной жизненной ситуации;[4]
- Почетная грамота Национального собрания Республики Беларусь;
- Почетная грамота Совета Министров Республики Беларусь[1].

## Личная жизнь
Замужем, имеет сына.